# 謝堯
謝堯（しゃぎょう）は、古代中国の前漢時代の官人である。紀元前66年生まれで西暦4年以降に死んだ。執金吾、大鴻臚、右扶風、将作大匠、右扶風を歴任した。関内侯。

## 経歴
成帝のとき、綏和元年（紀元前8年）に執金吾になった。1年で異動した。
綏和2年（紀元前7年）に執金吾から大鴻臚になった。3年で異動した。
哀帝のとき、建平2年（紀元前5年）に大鴻臚から扶風（右扶風）になった。1年で異動した。
平帝のとき、元始4年（紀元4年）に将作大匠から右扶風にうつった。年70で病み、免じられた。関内侯の爵を授かった。生年を逆算すると地節4年（紀元前66年）になる。

## 史料の齟齬
以上はみな『漢書』百官公卿表に記されているが、細かな齟齬がある。まず、表の綏和元年・執金吾の欄には「南陽謝堯長平一年遷」とあり、謝堯の執金吾任命に触れていない。南陽、長平は南陽郡と汝南郡長平県であろうが、意味がとれない。一年後の綏和2年の欄に謝堯が執金吾から大鴻臚になったと記されているので、元年に執金吾になり一年後に異動したのであろう。だとしても、綏和元年には謝堯の前に2人が執金吾に任命されており、任宏が11か月、王威が3か月で他の官に転じた。二人同時に執金吾がいる事態があったのか、記述に誤りがあるかでないと年内に謝堯が収まらない。
綏和2年の欄には、3年後に大鴻臚から遷ったと書かれているが、大鴻臚から右扶風への異動は2年後の建平2年の欄にある。

## 外部サイト
- 中央研究院・歴史語言研究所「漢籍電子文献資料庫」。
- 中国哲学書電子化計画、『漢書』百官公卿表下（中文繁体）